# Copa Petrobras Bogotá
A Copa Petrobras Bogotá é uma competição de tênis que faz parte da séries Copa Petrobras de Tênis, válida pelo ATP Challenger Tour, em piso de saibro, desde 2004, em Bogotá, Colômbia.

## Edições

### Simples
| Ano  | Campeão          | Vice-Campeão     | Placar        |
| ---- | ---------------- | ---------------- | ------------- |
| 2004 | Ramón Delgado    | Mariano Puerta   | 6-4, 7-5      |
| 2005 | Marcos Daniel    | Daniel Köllerer  | 6-2, 6-3      |
| 2006 | Diego Hartfield  | Daniel Köllerer  | 6-3, 7-5      |
| 2007 | Marcos Daniel    | Santiago Giraldo | 7-6, 6-4      |
| 2008 | Marcos Daniel    | Horacio Zeballos | 6-4, 4-6, 6-4 |
| 2009 | Carlos Salamanca | Riccardo Ghedin  | 6-1, 7-6(5)   |
| 2010 | João Souza       | Reda El Amrani   | 6–4, 7–6(5)   |

### Duplas
| Ano  | Campeões                             | Vice-Campeões                      | Placar           |
| ---- | ------------------------------------ | ---------------------------------- | ---------------- |
| 2004 | Sergio Roitman Santiago Ventura      | Richard Barker Frank Moser         | 7-5, 6–4         |
| 2005 | Marcos Daniel Santiago González      | Frederico Gil Marcelo Melo         | 6-2, 7-5         |
| 2006 | Marcelo Melo Andre Sa                | Eric Nunez Jean-Julien Rojer       | 6-4, 7-6         |
| 2007 | Thomaz Bellucci Bruno Soares         | Marcel Granollers Santiago Ventura | 6-4, 4-6, [11-9] |
| 2008 | Juan Sebastian Cabal Alejandro Falla | Alejandro Fabbri Horacio Zeballos  | 3-6, 7-6, [10-8] |
| 2009 | Alejandro Falla Alejandro González   | Sebastián Decoud Diego Álvarez     | 5–7, 6–4, [10–8] |
| 2010 | Franco Ferreiro André Sá             | Gero Kretschmer Alex Satschko      | 7–6(6), 6–4      |